# 1926 dans les chemins de fer
Chronologie des chemins de fer
1925 dans les chemins de fer - 1926 - 1927 dans les chemins de fer

## Évènements
- France : la station Caumartin de la ligne 3 du métro de Paris prend son nom actuel : Havre - Caumartin.

### Janvier
- 8 janvier, France : fermeture du Tramway d'Elbeuf.

### Février
- 14 février, France : mise en service de la section Mabillon - Odéon de la ligne 10 du métro de Paris.

### Avril
- 16 avril, France : mise en service de la section Palais Royal - Pont Marie de la ligne 7 du métro de Paris.

### Juillet
- 23 juillet, Belgique : loi de création de la Société nationale des chemins de fer belges (SNCB)[1].